# Francisco Delgado López
Francisco Delgado López (1514 - 2 de outubro de 1576) foi um prelado católico romano que serviu como Bispo de Jaén (1566–1576) e Bispo de Lugo (1561–1566).

## Biografia
Francisco Delgado López nasceu em Villapun em 1514. No dia 13 de junho de 1561, foi nomeado durante o papado de Pio IV como Bispo de Lugo. A 11 de janeiro de 1562, foi consagrado bispo por Diego Ramírez Sedeño de Fuenleal, bispo de Pamplona, com Luis Suárez, bispo de Dragonara, e Rodrigo Vázquez, bispo titular de Troas, servindo como co-consagradores. A 26 de abril de 1566, foi nomeado durante o papado de Pio V como Bispo de Jaén. López serviu como Bispo de Jaén até à sua morte a 2 de outubro de 1576.